# Dani García
Pour les articles homonymes, voir Garcia.
Daniel García Carrillo, né le 24 mai 1990 à Zumarraga (Pays basque, Espagne), est un footballeur espagnol qui évolue au poste de milieu de terrain à l'Olympiakós.

## Biographie
Le 4 juin 2018, l'Athletic Bilbao officialise l'arrivée de Dani Garcia, en provenance du SD Eibar, où il était capitaine. Il s'est engagé jusqu'en 2022.

## Palmarès
- Champion d'Espagne de deuxième division en 2014 avec le SD Eibar.
- Vainqueur de la Supercoupe d'Espagne en 2021 avec l'Athletic Bilbao.
- Vainqueur de la Coupe du Roi en 2024 avec l'Athletic Bilbao.